# Lokomotiva Tomáš: Sodorská legenda o ztraceném pokladu
Lokomotiva Tomáš: Sodorská legenda o ztraceném pokladu je britský animovaný film z roku 2015. Režisérem filmu je duo David Stoten. Hlavní role ve filmu ztvárnil Mark Moraghan.

## Recenze
- ČSFD – 69 %

## České znění
| Bohuslav Kalva  | vypravěč a James                       |
| Vojtěch Hájek   | Tomáš                                  |
| Pavel Vondra    | Kapitán John                           |
| Tomáš Juřička   | Gordon, Bert, Edward, strážník a Ryan  |
| Libor Terš      | tlustý přednosta, Henry, Viktor, Kevin |
| Roman Hájek     | Salty, Rex a Donald                    |
| Radovan Vaculík | Percy a Skiff                          |
| Jakub Saic      | Mike, Oliver a Oliver                  |
| Radka Stupková  | Marion                                 |
| Klára Šumanová  | Annie                                  |
| Vojtěch Hájek   |                                        |
| Ivo Hrbáč       |                                        |
| Jan Maxián      |                                        |

Režie – Klára Šumanová. České znění vyrobilo Studio Bär dabing pro Televizní studio Minimax v roce 2015.